# Грегуар-Лейк 176A
Грегуар-Лейк 176A (англ. Gregoire Lake 176A) — індіанська резервація в Канаді, у провінції Альберта, у межах спеціалізованого муніципалітету Вуд-Баффало.

## Населення
За даними перепису 2016 року, індіанська резервація нараховувала 130 осіб, показавши зростання на %, порівняно з 2011-м роком. Середня густина населення становила 115,8 осіб/км².
З офіційних мов обидвома одночасно володіли 5 жителів, тільки англійською — 125. Усього 15 осіб вважали рідною мовою не одну з офіційних, з них 10 — одну з корінних мов.
Працездатне населення становило 57,9% усього населення, рівень безробіття — 36,4%.

## Клімат
Середня річна температура становить 0,6°C, середня максимальна – 20,1°C, а середня мінімальна – -24,1°C. Середня річна кількість опадів – 477 мм.
| Клімат поселення                              | Клімат поселення | Клімат поселення | Клімат поселення | Клімат поселення | Клімат поселення | Клімат поселення | Клімат поселення | Клімат поселення | Клімат поселення | Клімат поселення | Клімат поселення | Клімат поселення | Клімат поселення |
| Показник                                      | Січ.             | Лют.             | Бер.             | Квіт.            | Трав.            | Черв.            | Лип.             | Серп.            | Вер.             | Жовт.            | Лист.            | Груд.            |                  |
| Середній максимум, °C                         | −11,37           | −6,95            | −0,98            | 8,56             | 15,30            | 20,13            | 20,06            | 18,80            | 13,01            | 6,82             | −3,64            | −11,07           |                  |
| Середня температура, °C                       | −17,71           | −13,31           | −7,31            | 2,22             | 8,96             | 13,78            | 16,08            | 14,82            | 9,02             | 2,83             | −7,62            | −15,05           |                  |
| Середній мінімум, °C                          | −24,06           | −19,66           | −13,7            | −4,12            | 2,60             | 7,43             | 12,10            | 10,84            | 5,04             | −1,15            | −11,62           | −19,03           |                  |
| Норма опадів, мм                              | 20               | 16               | 18               | 21               | 42               | 79               | 87               | 72               | 51               | 29               | 22               | 20               |                  |
| Середньомісячна швидкість вітру, м/с          | 2.70             | 2.80             | 3.12             | 3.40             | 3.40             | 3.10             | 3.00             | 2.90             | 3.10             | 3.30             | 3.00             | 2.80             |                  |
| Середньомісячна сонячна радіація, кДж/м²·день | 2652             | 5976             | 11619            | 17239            | 20708            | 21898            | 21252            | 17180            | 11146            | 6135             | 2929             | 1822             |                  |
| --------------------------------------------- | ---------------- | ---------------- | ---------------- | ---------------- | ---------------- | ---------------- | ---------------- | ---------------- | ---------------- | ---------------- | ---------------- | ---------------- | ---------------- |
| Джерело:                                      |                  |                  |                  |                  |                  |                  |                  |                  |                  |                  |                  |                  |                  |